# 高氏医院
高氏医院位于黎黄陂路46号，所用大楼为三层建筑，砖混结构，建于1925年。1946年，高欣荣、高有焕、高有炳姐弟在此创立高氏诊所，3年后改称医院。其大楼正面为五开间，左边为略微突出的四开间。入口有门廊，上面二楼为阳台，顶楼为联拱外廊。屋顶中间有拱券老虎窗。
高氏医院的创办者高欣荣曾于约翰·霍普金斯大学医学院、明尼苏达大学美俄式研究院进修，归国后在重庆投入抗战大后方的医务工作。1946年回到武汉，先于市立医院工作，后来在汉口家中与两个弟弟创办了诊所，利用业余时间接诊。1949年3月，高欣荣辞去市立医院职务，将诊所改为高氏医院，聘请了5名职员，并添购了设备。院内有门诊部、住院部，并有小手术室。开始时每日接诊人数30-40人，在市民中间建立了一定声望。解放后，高欣荣加入市立第二医院工作，高有炳参加了朝鲜战争。1952年11月，高氏医院停办，全部人员加入市立第二医院。